# Blace (Toplica)
Pour les articles homonymes, voir Blace.
Blace (en serbe cyrillique : Блаце) est une ville et une municipalité de Serbie situées dans le district de Toplica, à 250 km au sud de Belgrade. Au recensement de 2011, la ville comptait 5 261 habitants et la municipalité dont elle est le centre 11 686.

## Géographie
La municipalité de Blace est située à l'est de la Serbie, dans la dépression de la Toplica, sur les pentes orientales des monts Kopaonik et sur les pentes sud-ouest des monts Jastrebac. Les monts de la Lepa gora sont situés à l'ouest de la ville.
Les principaux cours d'eau qui traversent la municipalité sont la Blatašnica, un affluent de la Rasina et la Barbatovačka reka, un affluent de la Toplica. Sur son territoire se trouve le lac de Blace (en serbe : Blačko jezero), qui s'étend sur 12 ha et est alimenté par les eaux souterraines de la Blatašnica.

## Localités de la municipalité de Blace

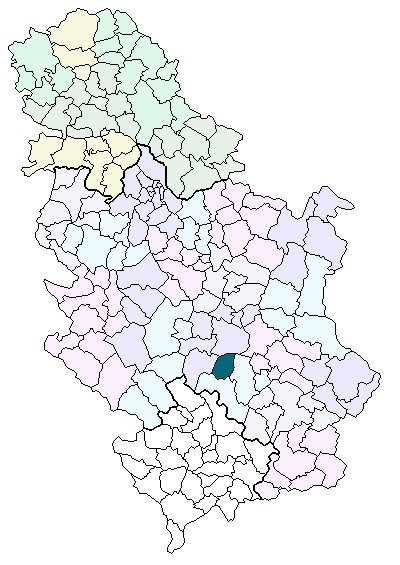
Localisation de la municipalité de Blace en Serbie

La municipalité de Blace compte 40 localités :
| - Alabana - Barbatovac - Blace - Brežani - Više Selo - Vrbovac - Gornja Draguša - Gornja Jošanica - Gornje Grgure - Gornje Svarče | - Donja Draguša - Donja Jošanica - Donja Rašica - Donje Grgure - Donje Svarče - Drešnica - Đurevac - Kačapor - Kaševar - Krivaja | - Kutlovac - Lazarevac - Mala Draguša - Međuhana - Muzaće - Popova - Prebreza - Pretežana - Pretrešnja - Pridvorica | - Rašica - Sibnica - Stubal - Suvaja - Suvi Do - Trbunje - Čungula - Čučale - Džepnica - Šiljomana |

Blace est officiellement classé parmi les « localités urbaines » (en serbe : градско насеље et gradsko naselje) ; toutes les autres localités sont considérées comme des « villages » (село/selo).

## Démographie

### Ville

#### Évolution historique de la population dans la ville
| 1948  | 1953  | 1961  | 1971  | 1981  | 1991  | 2002  | 2011  |
| ----- | ----- | ----- | ----- | ----- | ----- | ----- | ----- |
| 1 824 | 2 181 | 2 564 | 3 373 | 4 409 | 5 228 | 5 465 | 5 261 |

## Politique
À la suite des élections locales serbes de 2008, les 29 sièges de l'assemblée municipale de Blace se répartissaient de la manière suivante :
| Parti                        | Sièges |
| ---------------------------- | ------ |
| Parti démocratique           | 12     |
| Parti démocratique de Serbie | 7      |
| Parti radical serbe          | 5      |
| G17 Plus                     | 3      |
| Parti socialiste de Serbie   | 2      |

Nebojša Milosavljević, membre du Parti démocratique du président Boris Tadić, a été élu président (maire) de la municipalité.

## Culture
Les deux institutions culturelles les plus importantes de la ville sont la Bibliothèque nationale Raka Drainac (en serbe : Narodna biblioteka Raka Drainac), qui possède un fonds de 28 000 livres, et le Centre culturel Drainac (Kulturni centar Drainac), créé en 1961.

## Éducation
Blace possède une école maternelle, appelée Naša Radost, « Notre joie » ; créée en 1983, elle accueille les enfants de 1 an à 7 ans. L'école élémentaire Stojan Novaković (en serbe : Osnova škola Stojan Novaković) a ouvert ses portes en 1890 ; plusieurs annexes de cette école fonctionnent dans les villages alentour. Depuis 1963, Blace dispose d'un établissement d'études secondaires (Srednja škola) ; à l'origine conçu comme un lycée, il est devenu une école technique (Tehnička škola) en 1990 et fonctionne aujourd'hui sous le nom d'École secondaire de Blace (Srednja škola Blace) ; en plus de la formation générale, il possède des sections consacrées au tourisme, à la restauration et à l'agriculture.
À la suite de la guerre du Kosovo, en 1999, Blace a accueilli les Facultés d'économie et de philosophie de l'Université de Priština ainsi que l'École supérieure de commerce de Kosovo Polje. En 2003, les facultés se sont de nouveau installées au Kosovo ; en revanche l'École supérieure de commerce (en serbe : Visoka poslovna škola strukovnih studija) est restée à Blace,.

## Médias
Blace possède une chaîne de télévision, Televizija Blace, et une station de radio, Radio Zona Blace, créée en 2000.

## Économie
Parmi les entreprises les plus importantes de Blace, on peut citer Kopaonik, qui travaille dans le domaine du tourisme, de la restauration et du commerce. La société Telekomunikacija, fondée en 1987, crée des réseaux de télécommunications mais aussi des réseaux de distribution de gaz et d'eau. Minav Beograd possède une succursale à Blace et fabrique des machines agricoles. Ćure, créée en 1985, produit des équipements en caoutchouc et des pièces en métal ou en plastique ; Stef Gum travaille également dans la transformation du caoutchouc. La société Kalimero, quant à elle, fabrique des pneumatiques, du matériel électrique et des pièces métalliques. Le secteur de la construction et des matériaux est représenté par Beogradnja Blace (construction) et Laki (matériaux de construction). L'entreprise TIB travaille dans le domaine de l'industrie textile, fabriquant notamment des fibres synthétiques. Le secteur de l'agroalimentaire, quant à lui, est représenté par Lazar, qui travaille dans le domaine de l'industrie laitière et produit du beurre, du fromage ainsi que d'autres spécialités à base de lait, par Mia, qui fabrique et vend 30 000 pains par jour ou encore par Mlin Timotijević, qui travaille également dans le domaine de la boulangerie-pâtisserie ; Midi organic est spécialisée dans la production et la vente de fruits, notamment séchés ou surgelés.

## Personnalité
Le poète avant-gardiste Rade Drainac (1899-1943) est né au village de Trbunje, près de Blace.